# Чемпионат России по хоккею с шайбой среди женщин 2005/2006
Чемпионат России по хоккею с шайбой сезона 2005/2006 среди женских команд — одиннадцатый чемпионат России среди женщин. Проводился с 11 сентября 2005 года по 20 апреля 2006 года. В первенстве страны участвовало шесть команд.
Чемпионом России впервые стал ХК «Торнадо» Дмитров, серебряные медали завоевал ХК СКИФ Москва, а бронзовые медали завоевал ХК «Спартак-Меркурий» Екатеринбург.

## Турнирная таблица
| М | Команда                         | И  | В  | ВО | Н | ПО | П  | ЗШ  | ПШ  | О  |
| - | ------------------------------- | -- | -- | -- | - | -- | -- | --- | --- | -- |
| 1 | «Торнадо» Дмитров               | 30 | 28 | 0  | 0 | 0  | 2  | 202 | 26  | 84 |
| 2 | СКИФ Москва                     | 30 | 25 | 0  | 0 | 0  | 5  | 175 | 47  | 75 |
| 3 | «Спартак-Меркурий» Екатеринбург | 30 | 16 | 0  | 0 | 0  | 14 | 99  | 93  | 48 |
| 4 | «Локомотив» Красноярск          | 30 | 13 | 0  | 0 | 1  | 16 | 70  | 115 | 40 |
| 5 | «Факел» Челябинск               | 30 | 4  | 1  | 0 | 0  | 25 | 53  | 155 | 14 |
| 6 | СКИФ-2 Москва                   | 30 | 3  | 0  | 0 | 0  | 27 | 35  | 198 | 9  |

Примечание: М — место, И — количество игр, В — выигрыши в основное время, ВО — выигрыши в овертайме, Н — ничейный результат, ПО — поражения в овертайме, П — поражения в основное время, ЗШ — забито шайб, ПШ — пропущено шайб, О — очки.